# پاتریتسیا ویوتی
پاتریتسیا ویوتی (ایتالیایی: Patrizia Viotti؛ ۲۵ ژوئن ۱۹۵۰ – ۲۴ اوت ۱۹۹۴) بازیگر و مدل عکاسی گلامور اهل ایتالیا بود.
از فیلم‌هایی که وی در آن‌ها نقش داشته‌است، می‌توان به کانتربری ممنوعه، دکامرون ناپسند، شب نفرین‌شدگان ومجنون! اشاره نمود.